# Bernard Gitton
Bernard Gitton (né en 1935 à Tours) est un artiste français.

## Biographie
Scientifique de formation, il est d'abord physicien au CNRS. À partir de 1979, il se consacre à un art « technologique ». Son œuvre est constituée de mécanismes tels que des clepsydres, ou encore de cadrans solaires, technologies antiques de mesure du temps qu'il réactualise.

## Œuvres

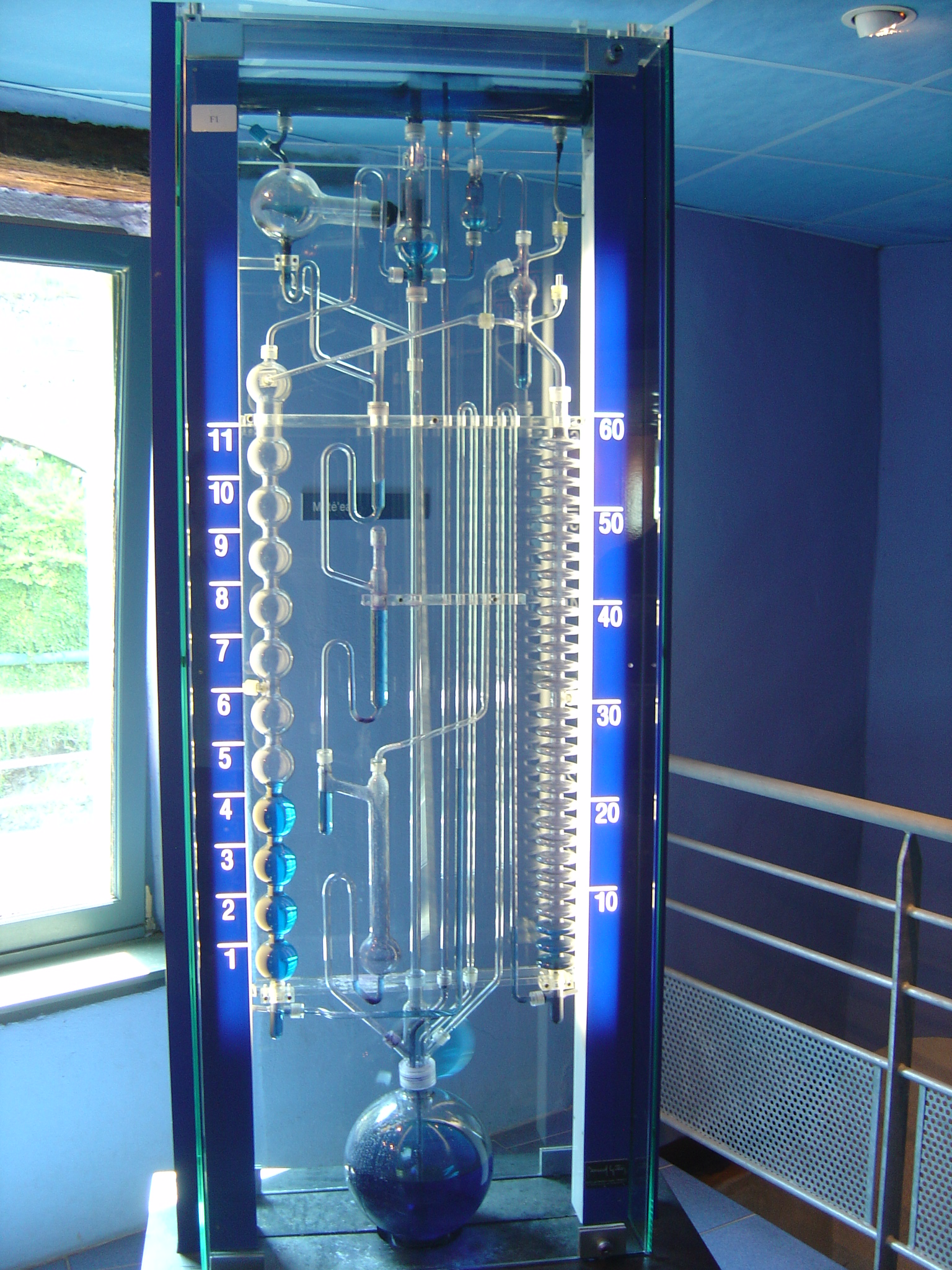
Horloge à voir le temps couler

- Fontaine zen, sur la commune des Rosiers-sur-Loire.
- Clepsydre moderne (ou « Horloge à voir le temps couler »).
- Horloge du temps qui s'écoule à l'Europa-Center à Berlin.